# Make-A-Wish Foundation
De Make-A-Wish Foundation (in België Make-A-Wish Belgium met afdelingen Make-A-Wish Vlaanderen en Make-A-Wish South, in Nederland Make-A-Wish Nederland, voorheen 'Doe Een Wens Stichting') is een internationale non-profitorganisatie die wensen van kinderen met een levensbedreigende ziekte vervult. 

## Geschiedenis
De organisatie werd in 1980 opgericht in Austin, Arizona waar toen de 7-jarige Chris Greicius in het ziekenhuis werd opgenomen met leukemie. Door de inzet van het ziekenhuispersoneel en met de hulp van anderen kon men (voor een dag) zijn grootste wens (politieagent worden) in vervulling laten gaan. Door alle belangstelling van de media is toen de organisatie opgezet.
In eerste instantie vervulde de organisatie alleen wensen van kinderen uit de VS, maar in 1983 breidde de organisatie uit naar Canada en in 1993 werd Make-A-Wish International opgericht. De organisatie was begin 21e eeuw in meer dan 30 verschillende landen actief, waaronder in Nederland en België. De Belgische afdeling werd in 1990 opgericht door Marie-Christiane de Corswarem.
In 2008 werd in het Zuiderpark in Den Haag voor het eerst een 18holes golfbaan aangelegd waarop gesponsorde teams konden spelen. De opbrengst was bedoeld voor de 'Doe Een Wens Stichting'.